# یو جوی یین
یو جوی یین (انگلیسی: Yu Joy Yin؛ زادهٔ ۸ اکتبر ۲۰۰۱) بازیکن فوتبال است.
وی همچنین در تیم‌های ملی فوتبال زیر ۲۳ سال هنگ کنگ و هنگ کنگ بازی کرده‌است.